# Zostérops de Swinhoe
Zosterops simplex
Espèce
Statut de conservation UICN

LC : Préoccupation mineure
Le Zostérops de Swinhoe (Zosterops simplex) est une espèce d'oiseaux de la famille des Zosteropidae. Proche du Zostérops du Japon, il vit dans le sud-est du continent asiatique ; il vit le plus souvent dans les forêts, se nourrissant d'insectes, de nectar et de fruits.

## Dénomination
Le nom Zostérops est issu du grec ζωστήρ (zoster) signifiant « ceinture » et ὤψ (ops) signifiant « œil », en référence au cercle blanc qui entoure ses yeux. Le qualificatif « de Swinhoe » se réfère à son découvreur, Robert Swinhoe (celui-ci ne lui donna pas de nom particulier, le nom n'est apparu que lors de sa séparation en tant qu'espèce à part entière).

## Description
Le Zostérops de Swinhoe possède un dos vert olive, avec un front jaune et le cercle oculaire blanc caractéristique des zostérops. Ses lores sont noirs, et sa gorge et sa poitrin sont jaune, tout comme sa croupe ; le reste de ses dessous sont gris. Le bec et les pattes sont gris. La femelle est identique au mâle.

## Répartition et habitat

### Répartition
Le Zostérops de Swinhoe est natif d'Asie de l'Est, occupant l'est de la Chine, Taïwan, la péninsule indochinoise, jusqu'à Sumatra et Bornéo. Il a également été introduit en Californie, où il s'est relativement bien adapté malgré l'absence de son habitat naturel.

### Migration
Il est partiellement migrateur, les populations les plus au nord migrant vers la Birmanie, la Thaïlande et la péninsule indochinoise.

### Habitat
Il occupe les forêts, majoritairement de feuillus ainsi que les fourrés et les zones plus ouvertes comme les jardins ou les vergers. On le trouve à basse altitude, bien qu'il puiss monter jusqu'à 2 590 m d'altitude dans son aire d'hivernage.

## Écologie et comportement

### Alimentation
Le Zostérops de Swinhoe est omnivore, se nourrissant d'insectes, de fruits et de nectar. Il peut se nourrir à tous les étages de la forêt, attrapant les insectes sur le feuillage en vol ; on le trouve souvent en volée mixte avec des mésanges ou des fauvettes.

### Reproduction
La reproduction du Zostérops de Swinhoe commence en mars et se termine en août pour les individus présents en Chine, et peut commencer dès décembre et se finir en septembre pour les individus plus aux sud ; il peut éventuellement avoir plusieurs nichées par an. La femelle est seule à construire le nid, qui a une forme de bol et est fait d'herbes et de fibres. La couvée compore 2 à 6 œufs, qui sont couvés par les deux sexes pour une durée de 10 ou 11 jours ; les petits sont capables de quitter le nid après une durée équivalente,.

## Systématique
Le Zostérops de Swinhoe a été décrit pour la première fois par Robert Swinhoe en 1861.  Il est actuellement divisé en cinq sous-espèces par le Congrès ornithologique international:
- Z. s. simplex Swinhoe, 1861 : la sous-espèce nominale. Vit dans l'est de la Chine, à Taïwan et dans l'extrémité nord-est du Viêt Nam.
- Z. s. hainanus Hartert, 1923 : Vit sur l'île de Hainan. Proche de simplex mais plus petit et légèrement plus jaune.
- Z. s. erwini Chasen, 1935 : Vit sur les côtes de la péninsule indochinoise, à Sumatra, sur les îles Riau, à Bangka, sur les îles Natuna et dans l'ouest de Bornéo. Proche de williamsoni, avec des dessous pâles et des dessus plus jaunes.
- Z. s. williamsoni Robinson & Kloss, 1919 : Vit sur les côtes du golfe de Thaïlande et dans l'ouest du Cambodge. Front jaune très marqué, avec des dessous plus pâles.
- Z. s. salvadorii Meyer & Wiglesworth, 1894 : Vit sur les îles Mega et Enggano. Possède un cercle oculaire légèrement plus large et des lores noirs assez larges, s'étendant sous l'œil. Il possède une bande jaune au centre de son ventre ; son bec est noir.

Le Zostérops de Swinhoe n'a acquis le statut d'espèce que récemment, à la suite de la révision du genre Zosterops par une étude de Lim et al. en 2018. simplex et hainanus étaient auparavant considérées comme des sous-espèces de Z. japonicus, tandis que williamsoni et erwini appartenaient à Z. palpebrosus. salvadorii était considéré comme une espèce à part, dénommée Zostérops d'Enggano. Cette classification a depuis été adoptée par les principales autorités taxonomiques.
erwini a également longtemps était considéré comme un synonyme de Z. p. auriventer avant d'être réhabilitée par Wells en 2017.

## Le Zostérops de Swinhoe et l'humain

### Conservation
Le Zostérops de Swinhoe est classé comme une « préoccupation mineure » par l'UICN (18 mars 2024), car il est considéré comme comme commun dans son aire de répartition, bien que la population ne soit pas bien connue.